# Drăghiceni
Drăghiceni è un comune della Romania di 1 904 abitanti, ubicato nel distretto di Olt, nella regione storica dell'Oltenia. 
Il comune è formato dall'unione di 3 villaggi: Drăghiceni, Grozăvești, Liiceni.